# Fernando Herrera Ávila
Fernando Herrera Ávila (Villa Hidalgo, Jalisco; 6 de agosto de 1968) es un político mexicano miembro del Partido Acción Nacional. Ha desempeñado los cargos de Senador y Diputado Federal por Aguascalientes, así como Diputado local y Regidor del Ayuntamiento de Aguascalientes.

## Trayectoria
Fernando Herrera es egresado de la Universidad Autónoma de Aguascalientes con el título de Contador Público y Licenciado en Derecho por la Universidad del Valle de México. Cuenta además con estudios en la especialidad en Economía y Gobierno de la Universidad Anáhuac y en la Ingeniería en Imagen Pública por parte del Colegio de Consultores en Imagen.
Su trayectoria en el Partido Acción Nacional comienza cuando se hace miembro activo de ese partido en 1988. Ha sido regidor en Aguascalientes (Aguascalientes) (1992-1995), diputado local en el Congreso de Aguascalientes (1995-1998), Secretario de Desarrollo Social en Aguascalientes (1999-2000), diputado federal por el II Distrito de Aguascalientes (2000-2003), consejero nacional de su partido (2001-2004), Consejero Estatal (1994-2006, 2010-2011), Coordinador de Campaña al Gobierno del Estado (1998), líder estatal juvenil, subsecretario de Desarrollo Social de (2005-2009), entre otros puestos.
En el año de 2010, fue elegido por el Comité Ejecutivo Nacional del PAN para ser el candidato a Presidente Municipal de Aguascalientes, capital del estado homónimo. No logró ganar la elección, pero el rescate de votos para el PAN en esa elección fue considerable a comparación con la elección de 2007.
El 2 de abril de 2011 fue nombrado en la Secretaria de Desarrollo Social por Heriberto Félix Guerra, como Coordinador Adjunto de Vinculación Interinstitucional de la dependencia.
En las Elecciones federales en México de 2012, Fernando Herrera contendió como candidato a Senador de la República por Aguascalientes en la segunda fórmula, acompañado de Martín Orozco Sandoval en la primera fórmula, logrando 159 mil 315 votos, el 32.63%, superando a los candidatos del PRI 4 puntos porcentuales.

### Coordinador parlamentario
El 11 de febrero de 2016, al pedir licencia el senador Jorge Luis Preciado Rodríguez para buscar la gubernatura de Colima por el PAN, Fernando Herrera fue designado coordinador del grupo parlamentario de su partido en el Senado de México.